# František Kordač
František Kordač (ur. 11 stycznia 1852 w Seleticach, zm. 25 kwietnia 1934 w Břežanach) – czeski duchowny rzymskokatolicki, arcybiskup praski, poseł na Rewolucyjne Zgromadzenie Narodowe.

## Biografia

### Młodość i prezbiteriat
Studiował teologię i filozofię najpierw w Pradze, a następnie w Rzymie, gdzie uzyskał doktorat z obu kierunków. 15 czerwca 1878 otrzymał święcenia prezbiteriatu i został kapłanem diecezji litomierzyckiej. Początkowo pracował w administracji duchownej w Libercu. W 1885 został rektorem i profesorem seminarium duchownego w Litomierzycach. W 1905 przeniósł się na praski Uniwersytet Karola, gdzie był profesorem filozofii chrześcijańskiej na Wydziale Teologicznym.
Jako filozof był tomistą i scholastykiem. Znany był jako bezkompromisowy apologeta doktryny katolickiej. Współpracował z inteligencką gazetą Vlast o profilu antymodernistycznym. Działał również w sferze polityki jako członek popierającej wyłożoną przez Leona XIII w encyklice Rerum novarum naukę społeczną Chrześcijańsko-Społecznej Partii Ludowej. Działalność na rzecz ubogich przyniosła mu uznanie w stołecznym Wiedniu.
Po uzyskaniu przez Czechosłowację niepodległości w 1918 został posłem na Rewolucyjne Zgromadzenie Narodowe z ramienia Czechosłowackiej Partii Ludowej. Jako poseł zasłynął dwoma przemówieniami - o zgodności nauki i wiary oraz o nierozerwalności małżeństwa wygłoszonym podczas debaty nad ustawą o separacji małżeńskiej, po którym stał się obiektem ataków ze strony liberalnej prasy. W listopadzie 1918 przez tydzień zasiadał w Komisji Petycji, a od 11 czerwca 1919 do końca kadencji był członkiem Komisji Kultury. Po zakończeniu kadencji 7 stycznia 1920 nigdy już nie był członkiem parlamentu.

### Episkopat
16 września 1919 papież Benedykt XV mianował go arcybiskupem praskim. 26 października 1919 przyjął sakrę biskupią z rąk nuncjusza apostolskiego w Austro-Węgrzech abpa Teodora Valfré di Bonzo. Współkonsekratorami byli biskup litomierzycki Josef Jindrich Gross oraz biskup czeskobudziejowicki Josef Antonín Hůlka.
Jako arcybiskup praski popierał odczytywanie Ewangelii w języku czeskim oraz dbał o liturgię w rycie słowiańskim. Dużą uwagę przykładał do utrzymania doktryny katolickiej w Czechach. Na początku pontyfikatu musiał zmierzyć się z powstałym w łonie czeskiego Kościoła katolickiego schizmatyckim, narodowym kościołem czechosłowackim, popieranym przez księży o poglądach modernistycznych. Abp Kordač potępił i zwalczał ten ruch, dzięki czemu osłabił falę odejścia wiernych, mimo początkowego poparcia dla kościoła czechosłowackiego wśród wielu czeskich katolików o patriotycznych poglądach. Uczestniczył w pracach nad modus vivendi, regulującym stosunki pomiędzy państwem a Kościołem.
21 lipca 1931 złożył rezygnację z urzędu arcybiskupa praskiego. Otrzymał wówczas od papieża arcybiskupstwo tytularne Amasea. Okoliczności dymisji nie są jasne. Oficjalnym powodem podawany był jego konflikt z nuncjuszem apostolskim w Czechosłowacji abp Pietro Ciriacim, spowodowany odmową abpa Kordača finansowania ze środków kościelnych budowy nowej siedziby nuncjatury, gdyż uważał on, że ważniejszą inwestycją dla Kościoła jest budowa nowego seminarium duchownego w Pradze-Dejvicach. Za rzeczywisty powód odejścia abpa Kordača uznaje się jego konserwatywne, ostro antyliberalne poglądy w duchu nauczania przedwojennego papieża Piusa X, niepasujące do bardziej otwartej na liberalne demokracje linii ówczesnego papieża Piusa XI. Watykan miał się obawiać, że ostre antyliberalne wypowiedzi abpa Kordača w mediach i w kazaniach oraz jego opozycja do modelu państwa wprowadzanego przez prezydenta Masaryka, mogą być przeszkodą w ułożeniu dobrych stosunków pomiędzy Kościołem a liberalnym rządem Czechosłowacji.
Po rezygnacji zamieszkał na podpraskim zamku w Břežanach, gdzie zmarł 25 kwietnia 1934.